# Gran Premio Industria e Commercio di Prato 1953
Il Gran Premio Industria e Commercio di Prato 1953, ottava edizione della corsa, si svolse l'8 settembre 1953 su un percorso di 233 km, con partenza e arrivo a Prato. La vittoria fu appannaggio dell'italiano Rino Benedetti, che completò il percorso in 6h44'16", alla media di 34,581 km/h, precedendo i connazionali Luciano Maggini e Luciano Frosini.

## Ordine d'arrivo (Top 10)
| Pos. | Corridore             | Squadra         | Tempo    |
| ---- | --------------------- | --------------- | -------- |
| 1    | Rino Benedetti        | Legnano-Pirelli | 6h44'16" |
| 2    | Luciano Maggini       | Atala-Pirelli   | s.t.     |
| 3    | Luciano Frosini       | Arbos           | s.t.     |
| 4    | Danilo Barozzi        | Atala-Pirelli   | s.t.     |
| 5    | Elio Brasola          | Torpado         | s.t.     |
| 6    | Marcello Pellegrini   | Welter          | s.t.     |
| 7    | Alfredo Martini       | Welter          | s.t.     |
| 8    | Giuseppe Minardi      | Legnano-Pirelli | s.t.     |
| 9    | Alfredo Pasotti       | Welter          | s.t.     |
| 10   | Tranquillo Scudellaro | Legnano-Pirelli | s.t.     |